# Christchurch United Association Football Club
Il Christchurch United Association Football Club è una società di calcio neozelandese, con sede a Christchurch.

## Storia
Fu una delle società che fondarono la New Zealand National Soccer League. In poco più di vent'anni vinse sei campionati e sei coppe nazionali, fornendo 44 giocatori alla selezione neozelandese. Nel 1995 venne riconosciuto come il miglior club del Paese nel primo venticinquennio 1970-1995.  

## Palmarès

### Competizioni nazionali
- Campionato neozelandese: 6

1973, 1975, 1978, 1987, 1988, 1991
- Chatham Cup: 7

1972, 1973, 1975, 1976, 1989, 1991, 2023

### Altri piazzamenti
- Campionato neozelandese:

Secondo posto: 1974, 1979
- Chatham Cup:

Finalista: 1987, 1988, 1990